# Популярна художня енциклопедія
Популярная художественная энциклопедия (укр. Популярна художня енциклопедія) — радянське науково-популярне довідкове видання з питань архітектури, живопису, скульптури, графіки, декору та мистецтва загалом; перше видання подібного типу в СРСР. Призначене для широкого кола читачів, які цікавляться мистецтвом.
Містить статті про види мистецтва, художні стилі та напрямки, найбільш поширені терміни образотворчого, декоративно-ужиткового мистецтва та архітектури, короткі статті про мистецтво окремих країн і народів, про міста, багаті художніми пам'ятками, про найбільші художні музеї та мистецькі періодичні видання, а також про видатних діячів радянського та світового мистецтва. Видання містить багато ілюстрацій. У рік видання ціна — 6 карбованців.

## Передісторія
До того часу були видані «Краткий словарь терминов изобразительного искусства» (укр. «Короткий словник термінів образотворчого мистецтва»), виданий у 1961 році накладом 15 тисяч примірників, і так само важкодоступна п’ятитомна енциклопедія «Искусство стран и народов мира» (укр. «Мистецтво країн і народів світу»), видання якої розтягнулося на двадцять років (1962—1981). Ці видання, за оцінкою кандидата історичних наук В. Черного, стали своєрідними сходинками на шляху до появи двотомника.
У постанові ЦК КПРС та Ради Міністрів СРСР 1986 року «Про заходи щодо подальшого розвитку образотворчого мистецтва та підвищення його ролі в комуністичному вихованні трудящих» виховання здорових художніх уподобань у широкого, масового глядача, збагачення його знань у галузі образотворчих мистецтв виділено як особливе, дуже важливе завдання.

## Опис
Загалом у виданні вміщено близько 4 тисячі статей. Серед них статті про види мистецтва, художні стилі та напрямки, найбільш поширені терміни архітектури, образотворчого та декоративно-ужиткового мистецтва, про мистецтво окремих країн і народів, про міста, багаті на художні пам'ятки, також про видатних діячів радянського та світового мистецтва. Її автори і редактори прагнули врахувати тодішні відкриття та досягнення радянського та світового мистецтвознавства, а популярність викладу матеріалу поєднувати зі суворо науковим підходом. До більшості статей є коротка бібліографія.
Важлива роль відведена ілюструванню. Окрім текстових тонових ілюстрацій в енциклопедію вміщено вклейки кольорових репродукцій шедеврів вітчизняного та зарубіжного мистецтва. Усього на ілюстрування відведено близько 1/3 всього обсягу видання.

## Редакційна колегія
У роботі над енциклопедією брали участь провідні вчені. Серед авторів та наукових консультантів — радянські фахівці у різних галузях мистецтвознавства, доктори та кандидати наук.
- В. М. Полєвий(інші мови) (головний редактор) — радянський мистецтвознавець,
- В. Ф. Маркузон(інші мови),
- Д. В. Сараб'янов(інші мови),
- В. Д. Синюков (заступник головного редактора).[1]

## Оцінки
Кандидат історичних наук В. Черний у статті для журналу «Новый мир» так оцінив видання:
Авторському колективу вдалося створити оптимальний варіант довідника з історії мистецтва, призначеного для широкого кола читачів. Близько чотирьох тисяч коротких статей поступово охоплюють всі межі предмета. Опорний характер мають статті, присвячені провідним напрямкам та стилям світового мистецтва, своєрідності національних художніх шкіл. Суворий науковий підхід до матеріалу не перешкоджає популярності його викладу. [...] На відміну від згаданого «Короткого словника» в «Популярній художній енциклопедії» багато статей супроводжуються кресленнями. [...] Ілюстрації «Популярної художньої енциклопедії» дуже привабливі. Легке коричневе їх тонування викликає порівняння з «патиною часу». Вона поєднує зображення в єдиний зоровий ряд і наче підкреслює причетність великих творів мистецтва до вічності.
Т. Васильєва у рецензії для газети «Советская культура» теж позитивно оцінює видання:
Такої книги чекали давно. У нас в країні подібна енциклопедія підготовлена вперше, і цілком очевидний великий пласт роботи, виконаної авторським колективом під керівництвом В. Польового. І головне — у книзі вдалося: науковий підхід, вироблений радянським мистецтвознавством, органічно поєднується з популярністю викладу, з досвідом вітчизняного енциклопедичного книговидавництва.
Але водночас відзначає недолік:
На жаль, залишає бажати кращої якості поліграфічного відтворення ілюстративного матеріалу, особливо кольорових вкладок. Прикро, що значне число шедеврів, включаючи і ті, що прославилися кольорористичною майстерністю їх творців, подані лише у чорно-білих репродукціях. Останнє, зрозуміло, зробило більш доступною ціну енциклопедії, але, можливо, саме художню енциклопедію варто зробити трохи дорожчою, але ще наочнішою — все-таки образотворче мистецтво звернене в першу чергу до нашого зору.